# Меморијске картице
Меморијске картице или флеш картице су електронске флеш меморије за складиштење података. Уобичајена је њихова употреба у дигиталним фотоапаратима, мобилним телефонима, таблетима, MP3 плејерима и играчким конзолама. Већина су пиши/бриши и могу чувати податке без напајања.

## Историја
Основа технологије меморијских картица је флеш меморија. Овај уређај је измислио Фуџио Масуока у Тошиби 1980. и комерцијализовала га је Тошиба 1987.
ПЦ картице (PCMCIA) су биле први комерцијални формати меморијских картица (картице типа I) који су изашли, али се сада углавном користе у индустријским апликацијама и за повезивање I/O уређаја као што су модеми. Године 1992. SanDisk је представио FlashDisk, PCMCIA картицу и једну од првих меморијских картица којој није била потребна батерија да би задржала свој садржај. Од 1994. године пласирано је на тржиште неколико формата меморијских картица мањих од ПЦ картице. Први је био CompactFlash, а касније SmartMedia и Miniature Card. Жеља за мањим картицама за мобилне телефоне, PDA и компактне дигиталне камере довела је до тренда који је претходну генерацију „компактних“ картица учинио великим. Године 2001, само SM је заузео 50% тржишта дигиталних фотоапарата, а CF је заузео тржиште професионалних дигиталних фотоапарата. До 2005. године, међутим, SD/MMC је скоро преузео место SmartMedia, мада не на истом нивоу и са оштром конкуренцијом која је долазила од варијанти меморијских картица, као и CompactFlash. У индустријским и уграђеним областима, чак и древне PCMCIA меморијске картице и даље успевају да задрже своју нишу, док је код мобилних телефона и PDA меморијска картица постала мања.
У почетку су меморијске картице биле скупе, коштале су 3 УСД по мегабајту капацитета 2001; то је довело до развоја Microdrive, PocketZip и Dataplay. Сва три концепта су застарела када су цене флеш меморије постале ниже, а њихов капацитет већи до 2006. године.
Од 2010. године, нови производи компаније Сони (која је раније користила само Memory Stick) и Олимпус (која је раније користила само XD-Card) нуде се са додатним слотом за SD картицу. Заправо, рат формата се окренуо у корист SD картице.

## Табела података одабраних формата меморијских картица
| Назив                        | Скраћеница | Фактор облика (mm) | DRM       |
| ---------------------------- | ---------- | ------------------ | --------- |
| PC Card                      | PCMCIA     | 85.6 × 54 × 3.3    | Не        |
| CompactFlash I               | CF-I       | 43 × 36 × 3.3      | Не        |
| CompactFlash II              | CF-II      | 43 × 36 × 5.5      | Не        |
| CFexpress Type A             | CFA        | 20 × 28 × 2.8      | Непознато |
| CFexpress Type B             | CFX        | 38.5 × 29.8 × 3.8  | Непознато |
| CFexpress Type C             | ?          | 54 × 74 × 4.8      | Непознато |
| SmartMedia                   | SM/ SMC    | 45 × 37 × 0.76     | ИД        |
| Memory Stick                 | MS         | 50.0 × 21.5 × 2.8  | MagicGate |
| Memory Stick Duo             | MSD        | 31.0 × 20.0 × 1.6  | MagicGate |
| Memory Stick Pro Duo         | MSPD       | 31.0 × 20.0 × 1.6  | MagicGate |
| Memory Stick Pro-HG Duo      | MSPDX      | 31.0 × 20.0 × 1.6  | MagicGate |
| Memory Stick Micro M2        | M2         | 15.0 × 12.5 × 1.2  | MagicGate |
| Miniature Card               | ?          | 37 × 45 × 3.5      | Не        |
| Multimedia Card              | MMC        | 32 × 24 × 1.5      | Не        |
| Reduced Size Multimedia Card | RS-MMC     | 16 × 24 × 1.5      | Не        |
| MMCmicro Card                | MMCmicro   | 12 × 14 × 1.1      | Не        |
| Nintendo Switch              | NS         | 31 × 21 × 3        | ?         |
| P2 card                      | P2         | 85.6 × 54 × 3.3    | Не        |
| PS Vita                      | PSV        | ?                  | ?         |
| SD card                      | SD         | 32 × 24 × 2.1      | CPRM      |
| SxS                          | SxS        | 75 × 34 × 5        | Не        |
| Universal Flash Storage      | UFS        | ?                  | Непознато |
| microSD card                 | microSD    | 15 × 11 × 0.7      | CPRM      |
| xD-Picture Card              | xD         | 20 × 25 × 1.7      | Не        |
| Intelligent Stick            | iStick     | 24 × 18 × 2.8      | Не        |
| Serial Flash Module          | SFM        | 45 × 15            | Не        |
| µ card                       | µcard      | 32 × 24 × 1        | Непознато |
| NT Card                      | NT NT+     | 44 × 24 × 2.5      | Не        |
| XQD card                     | XQD        | 38.5 × 29.8 × 3.8  | Непознато |
| Nano Memory card             | NM Card    | 12.3 × 8.8 × 0.7   | Непознато |

- Сигурна дигитална картица (SD)
- MiniSD катица са адаптером за SD картицу
- Меморијска картица
- CompactFlash (CF-I)
- MultiMediaCard (MMC)
- SmartMedia
- xD картица са сликама
- NM картица (власнички формат меморијске картице коју је креирао Хуавеј). Електронски контакти у поређењу са нано-сим картицом у истој скали.

## Преглед свих типова меморијских картица
- PCMCIA ATA Type I Card (PC Card ATA Type I)
  - PCMCIA Type II, Type III cards
- CompactFlash Card (Type I), CompactFlash High-Speed
- CompactFlash Type II, CF+(CF2.0), CF3.0
  - Microdrive
- CFexpress
- MiniCard (Miniature Card) (max 64 MB / 64 MiB)
- SmartMedia Card (SSFDC) (max 128 MB) (3.3 V,5 V)
- xD-Picture Card, xD-Picture Card Type M
- Memory Stick, MagicGate Memory Stick (max 128 MB); Memory Stick Select, MagicGate Memory Stick Select ("Select" значи: 2x128 MB са A/B прекидачем)
- SecureMMC
- Secure Digital (SD Card), Secure Digital High-Speed, Secure Digital Plus/Xtra/etc (SD са USB конектором)
  - miniSD card
  - microSD card (aka Transflash, T-Flash, TF)
  - SDHC
  - WiFi SD Cards (SD Card With WiFi Card Built in) Powered by Device. (Eye-Fi, WiFi SD, Flash Air)
- Nano Memory (NM) card
- MU-Flash (Mu-Card) (Mu-Card Alliance of OMIA)
- C-Flash
- SIM картица (Subscriber Identity Module)
- Smart card (ISO/IEC 7810, ISO/IEC 7816 стандарди картица, etc.)
- UFC (USB FlashCard) (користи USB)
- FISH Universal Transportable Memory Card Standard (uses USB)
- Intelligent Stick (iStick, USB-базирана флеш меморијска картица са MMS)
- SxS (S-са-S) меморијска картица, нова спецификација меморијске картице коју су развили Sandisk и Sony. SxS је у складу са ExpressCard индустријским стандарцом.[12]
- Nexflash Winbond Serial Flash Module (SFM) картице, величне су у опсегу 1 MB, 2 MB and 4 MB.

### Поређење
| Стандард             | SD       | SD       | SD       | SD          | SD          | UFS картица | UFS картица | CFast    | CFast    | XQD         | XQD         | CFexpress   | CFexpress   |
| -------------------- | -------- | -------- | -------- | ----------- | ----------- | ----------- | ----------- | -------- | -------- | ----------- | ----------- | ----------- | ----------- |
| Верзија              | 3.0      | 4.0      | 6.0      | 7.0         | 8.0         | 1.0         | 2.0         | 1.0      | 2.0      | 1.0         | 2.0         | 1.0         | ?           |
| У продаји од         | 2010 Q2  | 2011 Q1  | 2017 Q1  | 2018 Q2     | 2020 Q1     | 2016 Q2     | ?           | 2008 Q3  | 2012 Q3  | 2011 Q4     | 2014 Q1     | 2017 Q2     | ?           |
| Bus                  | UHS-I    | UHS-II   | UHS-III  | PCIe 3.0 x1 | PCIe 4.0 x2 | UFS 2.0     | UFS 3.0     | SATA-300 | SATA-600 | PCIe 2.0 x1 | PCIe 2.0 x2 | PCIe 3.0 x2 | PCIe 3.0 x8 |
| Брзина (пун-дуплекс) | 104 MB/s | 156 MB/s | 624 MB/s | 985 MB/s    | 3938 MB/s   | 600 MB/s    | 1200 MB/s   | 300 MB/s | 600 MB/s | 500 MB/s    | 1000 MB/s   | 1970 MB/s   | 7880 MB/s   |

## Конзоле за видео игре
Многе старије конзоле за видео игре користиле су меморијске картице за чување сачуваних података о игрици. Системи засновани на картриџима првенствено су користили несталну RAM меморију са батеријом унутар сваког појединачног картриџа за чување сачуваних датотека за ту игру. Картриџи без ове RAM меморије су користили систем лозинки или уопште не би сачували напредак. Neo Geo AES, који је SNK издао 1990. године, била је прва конзола за видео игре која је могла да користи меморијску картицу. AES меморијске картице су такође биле компатибилне са Neo Geo MVS аркадним ормарићима, омогућавајући играчима да мигрирају сачуване податке између кућног и аркадног система и обрнуто. Меморијске картице су постале уобичајене када су кућне конзоле прешле на оптичке дискове само за читање за чување програма игре, почевши од система као што су TurboGrafx-CD и Sega-CD.